# Philip Breitmeyer
Philip Breitmeyer (Detroit, 13 maggio 1864 – Detroit, 8 novembre 1941) è stato un politico statunitense, sindaco di Detroit.

## Biografia
Philip Breitmeyer nacque a Detroit il 13 maggio 1864, figlio di John e Fredericka Schneider Breitmeyer.  Ricevette l'istruzione nelle scuole pubbliche della città, e lavorò nell'impresa fiorista di famiglia, la John Breitmeyer & Sons.  Presto divenne presidente dell'impresa, e alla morte di suo padre comprò le quote dei suoi fratelli e divenne il solo proprietario dell'azienda.  Questa crebbe rapidamente, tanto che venne costruito un nuovo edificio per ospitare la sede, ad oggi chiamato il Breitmeyer-Tobin Building.
Breitmeyer fu uno degli organizzatori, e ne fu anche presidente, della Florists' Telegraph Delivery (ora Florists' Transworld Delivery, o FTD). Fu presidente della Società Americana dei Fioristi, presidente della Michigan Cut Flower Exchange, vicepresidente della German-American Bank direttore della  Lohrman Seed Company, e presidente della Detroit National Fire Insurance Company.
Nel 1886, Breitmeyer sposò Katie Grass.  La coppia ebbe tre figli, Philip Jr, Harry G. e Katherine.

## Politica
Breitmeyer fu nominato da George P. Codd commissario al verde pubblico per la città di Detroit, posizione che mantenne per due anni.  Operò così bene che fu nominato candidato sindaco per il Partito Repubblicano, e fu eletto per un mandato nel 1909-1910.
Breitmeyer corse un'altra volta a sindaco nel 1933, ma fu sonoramente sconfitto dal figlio di James J. Couzens, Frank. Dal 1938 al 1939 fu nel Consiglio Comunale di Detroit.
Philip Breitmeyer morì l'8 novembre 1941.